# Paul Boudy
Pour les articles homonymes, voir Boudy (homonymie).
Paul Boudy, né Louis Jules Boudy le 5 juillet 1874 à Saint-Aubin-d'Écrosville (Eure) et mort le 24 novembre 1957 à Sarlat (Dordogne), est un ingénieur des eaux et forêts, inspecteur général des eaux et forêts. Il est le créateur et organisateur de l'administration des eaux et forêts au Maroc où il fut appelé par le maréchal Lyautey à partir de 1912.

## Biographie

### Famille

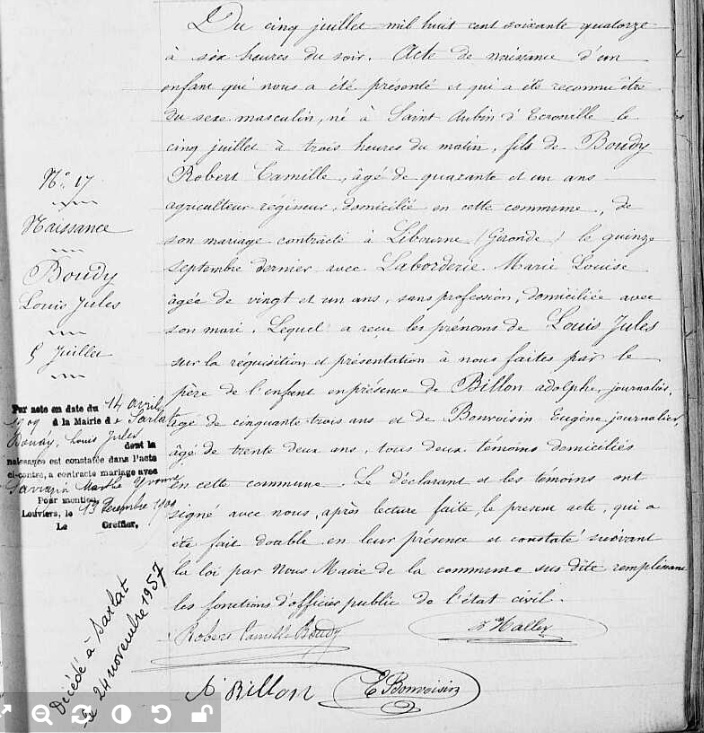
Acte de naissance de Louis Jules Boudy, dit Paul Boudy.

Paul Boudy est le fils unique de Camille Boudy, ingénieur agricole, professeur, et membre de l'Académie nationale d'agriculture et de la Société météorologique de France.
- Camille Boudy (1832-1917) épouse Marie Louise Laborderie en 1873.
  - Paul Boudy épouse en 1900 Yvonne dite Marie Sarrazin[a]. De ce mariage naissent trois enfants :
    - Marthe Boudy (1910-1994) qui épouse en 1838 Leopold Ettori (1906-1993), officier des affaires indigènes au Maroc ;
    - Pierre Boudy (1912-2002) qui suit les traces de son père en étant inspecteur des Eaux et Forêts au Maroc d'abord puis en métropole. Il épouse Marie-Louise Rayer. Dont :
      - Marie-Hélène Boudy épouse en 1989 Florent de Bazelaire (1956-2015), haut fonctionnaire à la banque de France.
      - Jacques Boudy (1961), magistrat et haut fonctionnaire, secrétaire général de la grande chancellerie de la Légion d'honneur depuis 2014.

    - André Boudy, avocat à Monaco. Il épouse Régine Cordier dont le père Marcellin-Amédée Cordier est premier président de la cour d'appel de Rabat. Dont :
      - Guillaume Boudy (1964), haut fonctionnaire.

### Formation
Après sa préparation en agronomie au lycée Hoche de Versailles, Paul Boudy obtient le diplôme d'ingénieur agronome de l'École nationale des eaux et forêts de Nancy d'où il sort en 1897 au deuxième rang.

### Carrière professionnelle
Paul Boudy est en poste en Algérie en 1898, en Tunisie en 1904, il revient en Algérie en 1907. Il participe notamment à des fouilles avec Jacques de Morgan et Louis Capitan. Tous trois découvrent et étudient les gisements d'El Mekta, de Sidi Mansour, de Gafsa et de Redeyef.
À partir de 1912, au Maroc, sous l’impulsion du maréchal Lyautey, un service forestier est créé. L'inspecteur Paul Boudy est détaché de l’Administration centrale parisienne des Eaux et Forêts pour étudier la mise en place du nouveau service. Il en prend ensuite la direction qu'il assurera jusqu’en septembre 1940, devenant une figure importante du corps forestier marocain : « On ne peut que ressentir de l’admiration pour un forestier aussi complet, un homme si séduisant, une vie si parfaitement remplie ; elle est de celle, magnifique, dont parle Tolstoï. » Pierre Boulhol,
En 1917, il conçoit le code forestier du Maroc. Son œuvre principale, Économie forestière nord africaine, est influencée par les théories de Louis Emberger.
Il était président d'honneur de la Société des sciences naturelles du Maroc.
Paul Boudy meurt en 1957.

## Distinctions
- Officier de l'ordre national de la Légion d'honneur[8].
- Officier de l'ordre du Mérite agricole.
- Grand officier de l'ordre du Ouissam alaouite.
- Grand officier de l'ordre du Nichan Iftikhar.
- Membre non résident de l'Académie d'agriculture (élu en 1951)[9].

- Prix Paul-Marguerite-de-la-Charlonie de l'Académie des sciences (1956).
- Prix Vieillard de l'Académie d'agriculture, 1949[10]

## Publications

### Ouvrages
- Économie forestière nord africaine, 1. Milieu physique et humain, Larose, 1948 lire sur Google Livres ; 2. Monographies et traitements des essences forestières, Larose, 1950 ; 3. Description forestière du Maroc, Larose, 1951 ;  4. Description forestière de l'Algérie et de la Tunisie, Larose, 1955 lire sur Google Livres
- Guide du forestier en Afrique du Nord lire sur Google Livres

### Articles
- Paul Boudy, Jacques de Morgan et Louis Capitan, « Études sur les stations préhistoriques du Sud tunisien », Revue de l'École d'anthropologie de Paris,‎ 1910 (lire en ligne, consulté le 22 mars 2020)

## Pour approfondir